# المتحف الوطني للطبيعة والعلوم

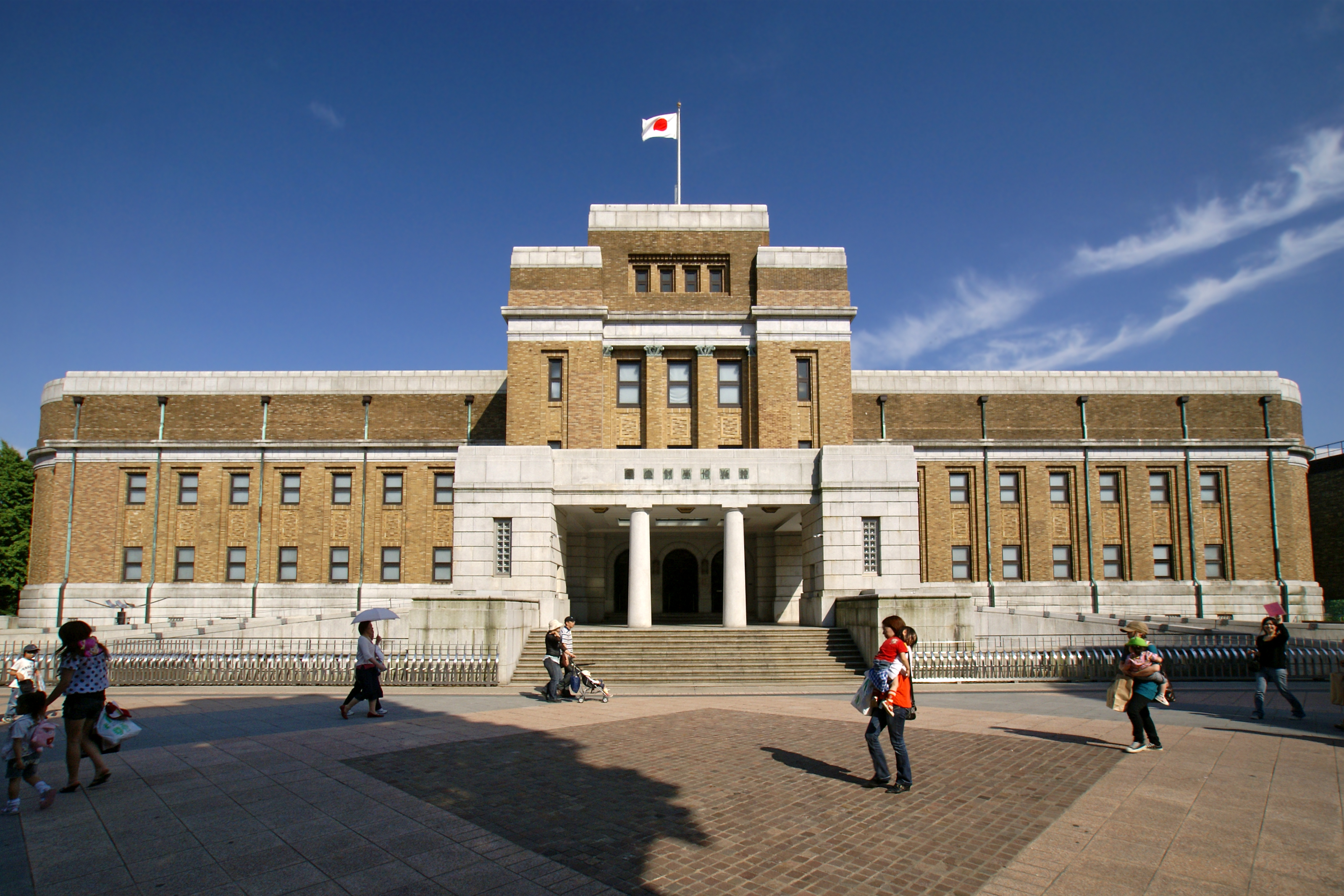
المتحف الوطني للطبيعة والعلوم

المتحف الوطني للطبيعة والعلوم (باليابانية: 国立科学博物館، بالروماجي: Kokuritsu Kagaku Hakubutsukan) هو متحف علمي يقع في شمال شرق حديقة أوينو في طوكيو في اليابان، افتتح في عام 1871، ويُقدم مجموعة من المعارض عن التاريخ والعلوم والأحافير والطبيعة.